# Championnat du Costa Rica de football 1981-1982
Navigation
Saison précédente Saison suivante
La Primera División 1981-1982 est la soixante-et-unième édition de la première division costaricienne.
Lors de ce tournoi, le CS Herediano a tenté de conserver son titre de champion du Costa Rica face aux onze meilleurs clubs costariciens.
Seulement deux places étaient qualificatives pour la Coupe des champions de la CONCACAF.

## Bilan du tournoi
| Tableau d'Honneur |                    |
| Compétition       | Vainqueur          |
| Primera División  | Deportivo Saprissa |

| Qualifications continentales 1983-1984 |                                  |
| Coupe des champions de la CONCACAF     | Qualifiés                        |
| Premier tour de qualification          | Deportivo Saprissa CS Cartagines |

| Promotions et relégations   |              |
| Relégué en Segunda División | Inconnu      |
| Promu de Segunda División   | El Carmen FC |